# Merveilleuse Melmo
 (novembre 2016).
Si vous disposez d'ouvrages ou d'articles de référence ou si vous connaissez des sites web de qualité traitant du thème abordé ici, merci de compléter l'article en donnant les références utiles à sa vérifiabilité et en les liant à la section « Notes et références ».
Merveilleuse Melmo (ふしぎなメルモ, Fushigi na Merumo) est un shōjo manga de style magical girl d'Osamu Tezuka, prépublié dans le Shogaku-Ichinensei entre septembre 1970 et mars 1972.
Une adaptation en série d'animation de 26 épisodes, réalisée par Tezuka Productions, le studio de Tezuka, est diffusée entre 3 octobre 1971 et 26 mars 1972 sur TBS au Japon.

## Synopsis
Cette série est centrée autour du personnage de Melmo, une fillette de neuf ans dont la mère a été tuée dans un accident de voiture et qui se retrouve seule pour s'occuper de ses deux petits frères (Totoo et Touch). Mais un vœu est alors accordé à sa mère au paradis. Elle l'utilise en demandant que ses enfants puissent grandir plus vite que la normale pour compenser les difficultés de leur vie en tant qu'enfants orphelins.
La mère de Melmo reçoit donc la permission de rendre visite à sa fille sous la forme d'un fantôme, et elle lui remet une boite de bonbons qu'elle a reçu de Dieu. Les bonbons bleus la transforment en une jeune fille de 19 ans, tandis que les rouges la ramènent à son état d'origine. Les deux ensemble la transforment tout d'abord en un fœtus, puis en l'animal de son choix. Dans l'anime, quand Melmo passe de 9 à 19 ans, ses vêtements ne sont pas transformés, en général ils se déchirent, ou bien elle se retrouve dans son corps d'adulte avec des vêtements d'enfant rendus ultra-moulant, dévoilant la plus grande partie de son corps (la série est ainsi une des premières à utiliser de façon régulière le panchira avec un sous-entendu érotique). Dans le manga au contraire, les vêtements se transforment en ce que Melmo désire (cela va de l'uniforme de police au costume de fée).

## Autour de l'œuvre
Bien que la majorité des épisodes soient consacrés aux aventures de la jeune fille, Tezuka souhaitait aussi que la série serve d'introduction à l'éducation sexuelle des enfants (il y a inséré divers éléments liés à cet aspect), ainsi qu'à l'évolution de Darwin. Ceci explique en bonne partie que la série a été diffusée uniquement dans deux pays, le Japon et l'Italie (sous le titre I bon bon magici di Lilly). On rapporte que de nombreux parents japonais détestaient cette série, étant donné le malaise que générait chez eux les interrogations qu'elle suscitait chez leurs enfants[réf. nécessaire].
Au début de sa parution en 1970, le manga était intitulé Mamaa-chan. Cependant, en 1971, quand l'anime débute, le nom du caractère principal est changé en "Melmo" (dérivé de "métamorphose") le terme "Mamaa" ayant déjà été déposé[réf. nécessaire].

## Personnages
Melmo, aussi connue comme Lilly
Melmo est une jeune fille généreuse souvent déchirée entre son âge véritable et les choses qu'elle rencontre et désire sous son apparence plus âgée (par exemple, un petit ami ou un mari, ou d'être capable de nourrir son petit frère Touch en l'allaitant). La Melmo âgée de 19 ans est une très belle fille, et de nombreux hommes en tombent amoureux. Dans les derniers épisodes de la série, la Melmo de 19 ans se trouve un petit ami, Jiro, qu'elle va finalement épouser. Dans l'épisode final - plusieurs années après le mariage de Melmo et Jiro - Melmo donne naissance à une petite fille, dans laquelle réside l'esprit de sa mère, ce qui les réunit enfin (mais inverse la relation d'origine entre l'une et l'autre).
La Melmo âgée de 19 ans n'est cependant pas plus expérimentée ou adulte mentalement que dans son corps de 9 ans, bien que son âge physique ait pour conséquence de la confronter à de nombreux éléments de la vie adulte.
Totoo
Totoo est le plus âgé des deux frères de Melmo. Il passe une grande partie de la série télé sous la forme d'une grenouille après avoir mangé un bonbon rouge et un bleu simultanément. Sous la forme d'une grenouille, il est trop petit pour ingérer le bonbon qui le ramènerait à sa forme d'origine, et donc Melmo cherche pendant à peu près la moitié de la série une méthode qui le transformerait de nouveau en humain (elle y parvient finalement).
Touch
Touch est le plus jeune des deux frères de Melmo, il est encore bébé. Il a pour rôle manifeste dans la série d'éduquer les enfants sur tout ce qui est nécessaire pour s'occuper d'un bébé.
Professeur Waragarasu
Le professeur Waregarasu est un citoyen d'un pays appelé Chicchaina, et s'oppose en secret à son gouvernement autoritaire. Melmo et Waregarasu s'échappent de Chicchaina (où Melmo a été faite prisonnière), Waregarasu passe le reste de la série au Japon, bien qu'il retourne à Chicchaina dans les épisodes finaux. Il agit comme un conseiller et protecteur occasionnel auprès de Melmo et de ses frères, et explique aussi à Melmo divers sujets concernant la reproduction et la sexualité humaine quand elle lui pose des questions à ce sujet. Bien qu'il propose d'adopter Melmo et ses frères dans le dernier épisode, et de les ramener avec lui à Chicchaina, Melmo accepte à la place une invitation de la famille de Jiro de vivre tous les trois dans leur maison, résolvant ainsi le dilemme de leur vie quotidienne.
Jiro
Jiro est un des trois frères (les deux autres sont Ichiro et Saburo) qui tout tombent amoureux de la Melmo de 19 ans, et est celui que Melmo choisi, et fini par épouser. Il apparait uniquement dans les derniers épisodes de la série.
La mère de Melmo et Dieu ont aussi un rôle mineur le long de la série.

## Liste des épisodes
| No          | Titre anglais                            | Titre original                                           | Date de 1re diffusion |
| ----------- | ---------------------------------------- | -------------------------------------------------------- | --------------------- |
| 1           | The Miracle Candies                      | ミラクルキャンデーをどうぞ!! Mirakurukyande wodōzo!!     | 3 octobre 1971        |
| 2           | Where is Burako Going?                   | ブラ子 どこへゆく Bura ko dokoheyuku                     | 10 octobre 1971       |
| 3           | Beating the Boys                         | 男の子をやっつけろ Otokonoko woyattsukero                | 17 octobre 1971       |
| 4           | A Captive of Chicchaina                  | チッチャイナ国のとりこ Chicchaina kuni notoriko          | 24 octobre 1971       |
| 5           | The Burning Deserted Island              | もえる 無人島 Moeru mujintō                              | 31 octobre 1971       |
| 6           | Let's Bully Snow White                   | 白雪姫をいじめよう Shirayukihime woijimeyō               | 7 novembre 1971       |
| 7           | A Night at the Mansion of the Lizard     | トカゲ館の一夜 Tokage kan no ichiya                      | 14 novembre 1971      |
| 8           | Mother is Back!                          | ママがかえって来た! Mama gakaette kita!                  | 21 novembre 1971      |
| 9           | Biriken Having His Own Way               | ビリケン まかり通る Biriken makari tōru                  | 28 novembre 1971      |
| 10          | The Secret of the Frog with a Navel      | ヘソガエルのひみつ Hesogaeru nohimitsu                   | 5 décembre 1971       |
| 11          | Don't Let That Kid Go!                   | あの子 を にがすな! Ano ko wonigasuna!                   | 12 décembre 1971      |
| 12 (A et B) | The Dying Swan/Protecting the Schoolyard | ひん死の白鳥さん Hin shino hakuchō san                   | 19 décembre 1971      |
| 13          | Christmas Melmo                          | クリスマス・メルモ Kurisumasu. merumo                    | 26 décembre 1971      |
| 14          | Substitutes!                             | 身がわりにされちゃった! Mi gawarinisarechatta!           | 1er février 1972      |
| 15          | Melmo and a Magician!                    | メルモと魔術師 Merumo to majutsushi                      | 9 janvier 1972        |
| 16          | I am Human!                              | ぼくは人間だ!! Bokuha ningen da!!                        | 6 janvier 1972        |
| 17          | All Alone in the Jungle                  | ひとりぼっちのジャングル Hitoribocchino janguru          | 23 janvier 1972       |
| 18          | 3,650 Days of Terror                     | 3650日の恐怖 3650 nichi no kyōfu                         | 30 janvier 1972       |
| 19          | Melmo's First Love                       | メルモの初恋 Merumo no hatsukoi                          | 6 février 1972        |
| 20          | The Stray Cat Tora-chan                  | すて猫トラちゃん Sute neko tora chan                     | 13 février 1972       |
| 21          | I Hate My Sister                         | 姉チャンなんか大嫌い! Ane chan nanka daikirai!           | 20 février 1972       |
| 22          | Someone Proposed to Me!                  | わたし求婚されちゃったァ!! Watashi kyūkon sarechatta a!! | 27 février 1972       |
| 23          | Light, Darkness, and Love                | 光りと闇と愛 Hikari to yami to ai                        | 5 mars 1972           |
| 24          | Many Boyfriends                          | 恋人がいっぱい Koibito gaippai                           | 12 mars 1972          |
| 25          | The Tough Guy Crying for a Baby Boy      | 豪傑赤チャンに泣く Gōketsu aka chan ni naku              | 19 mars 1972          |
| 26          | Goodbye, Melmo                           | さようならメルモ Sayōnara Merumo                         | 26 mars 1972          |

## Disponibilité
La série n'a pas été éditée en dehors du Japon et de l'Italie, seuls quelques épisodes ont été diffusés aux États-Unis dans les années 80. Au Japon, le manga dans son intégralité a été réédité et est disponible. En 2003, l'ensemble de la série est sortie sous forme de DVD (d'après certaines sources, ils seraient maintenant épuisés). Dans les années 90, la série étaient disponibles sous la forme de 7 laserdisc, ou 12 cassettes VHS. En Italie, l'anime est disponible en 5 DVD en entier sous le titre I bon bon magici di Lilly.
La série a été rediffusée en 1998 sur la chaîne Tokyo TV Tokyo MX. Cette version diffère cependant en plusieurs points de la version d'origine, elle a de nouveaux génériques de début et de fin, une image restaurée et surtout un doublage entièrement refait. Elle a été par la suite aussi diffusé par satellite sur la chaîne Wowow.

## Différence entre le manga et l'anime
La version anime et manga de Fushigi na Merumo sont assez proches, mis à part la différence déjà mentionnée concernant les vêtements de Melmo. La plupart des histoires de la version manga ont été intégrées dans l'anime, contrairement à d'autres adaptations en anime des œuvres de Tezuka.

## Autres apparitions
Melmo a été intégré dans le « star system » d'Osamu Tezuka, et aussi bien la version enfant qu'adulte sont apparus dans de nombreuses œuvres de l'auteur au cours des années 1970, principalement dans le manga Black Jack. La Melmo adulte (en tant que deux femmes différentes) est aussi un personnage principal dans Le Chant d'Apollon.